# Martí Pujol i Planas
Martí Pujol i Planas (Badalona, 1859-1926) més conegut pels badalonins de l'època per «Martinet», va ser un agricultor, hisendat i polític català. Va ser alcalde de Badalona entre 1906-1910 i 1912-1914.

## Biografia
Propietari de grans d'extensions de terres i d'una de les cases pairals ubicades a la zona de la riera de Canyet, que va ser coneguda com a «Can Martinet Pujol». Durant el segle xix, va ser autor de diversos autors sobre temàtica agrícola, durant la plaga de la fil·loxera a Catalunya, el seu paper en el camp badaloní va ser essencial perquè el sector vinícola superés aquesta crisi. El 1884 va fundar el Foment de l'Agricultura de Badalona, i en el seu si va organitzar diverses exposicions sobre la producció de la vinya.

### Política
Políticament era tendència catalanista i militant de la Lliga Regionalista. Va ser alcalde de Badalona entre 1906 i 1910, i entre 1912 i 1913, molt popular entre els ciutadans. Va ser escollit alcalde el 1905 arran de l'intent de regeneració política duta a terme per un comitè de notables locals del Centre Nostra Senyora de Montserrat, entitat vinculada a la Lliga Regionalista, i del Centre Catalanista Gent Nova, entitat adherida a la Unió Catalanista. Aquesta candidatura es manifestà després de la suspensió de l'Ajuntament de Badalona pel governador civil el 1899, després d'una confrontació armada entre els partits dinàstics de la  Restauració.
Ocupà de nou l'alcaldia a partir de 1912, quan el Centre Catalanista Gent Nova té com a objectiu frenar els lerrouxistes i intenta impulsar Solidaritat Badalonina, amb una llista de consens entre la Lliga i la Unió Federal Nacionalista Republicana. Això no obstant, el govern de coalició de dretes tingué un clima de crispació amb l'oposició en els plens. Aquesta situació va afavorir l'entesa entre els dos partits republicans i en les eleccions municipals de 1913 s'imposaren a la coalició de dretes locals.

### Actuacions
En els seus mandats es crearen diverses institucions com la Casa Empar, l'Escola d'Agricultura, Arts i Oficis. A més a més, dugué a terme reformes urbanístiques: l'obertura definitiva dels carrers de Sant Felip i de Rosés i de Sant Josep i de Rosés, l'alineació i obertura de la part inferior del carrer d'en Prim. També fou obra seva la urbanització de la riera de Canyet, per a la qual cedí nombrosíssims terrenys de la seva propietat a redós de la riera.
En l'àmbit obrer va formar part d'una polèmica en la renovació de la Junta de Reformes Socials de Badalona, exercint Pujol la seva presidència. El resultat, marcat sobretot per l'entrada de candidats d'entitats catòliques, fou escandalós i es denunciaren irregularitats. El governador civil Ángel Ossorio suspengué els resultats i finalment les eleccions foren declararen nul·les. S'advertí a l'alcalde que havia de respectar democràticament a les societats obreres fossin quines fossin les seves idees religioses o polítiques. No seria l'última vegada que seria criticat per les seves accions partidistes, Joan Peiró escrivia un article dirigit a Pujol l'octubre de 1913.

### Reconeixements
El 29 d'octubre de 1930 l'Ajuntament decidí batejar tota l'extensió de la riera de Canyet amb el nom de l'alcalde Martí Pujol. La proposta comptà amb l'oposició d'alguns membres del consistori que no creien correcte donar el nom d'un personatge de transcendència merament local a una de les vies més importants de la ciutat. Això no obstant, el destacat paper polític de Pujol al capdavant del govern municipal, va acabar per inclinar la balança en favor de la proposta.